# Білаберд
Білаберд (Vilaverd) — муніципалітет в Каталонії, в Іспанії, у комарці Конка-де-Барбера.
Гори Прадес розташовані в околицях цього муніципалітету. 

## Історія
Місто виникло в результаті заселення, розпочатого в 12 столітті Рамоном Беренгером IV. Вілаверд потрапив під вплив єпископства Таррагони, яке в 1115 році передало його Пере де Вілаграсса, щоб продовжити заселення. У 1178 році Альфонс Цнотливий, король Арагону і граф Барселони, знову надав церкві сеньйорію на ці землі, передавши їх єпископу Беренгеру де Віладемульсу.

## Культура
Село має два різних ядра: з одного боку, це район, побудований в середньовіччі і складається з вузьких, неправильних вулиць; з іншого боку, район, відомий як les Masies, побудований у 18 столітті. У старому кварталі знаходиться парафіяльна церква, присвячена святому Мартіну (Sant Martí). Побудований у 12 столітті, він виконаний у романському стилі з елементами готики. 
Неподалік села знаходиться святилище Діви Марії з Монгої. Вважається, що він був побудований у 15 столітті, хоча богослужіння відбувалися вже в 13 столітті. Він має латинський хрестовий план поверху з бочкоподібним склепінням, викладеним з гіпсу. На вівтарі — образ Богородиці, нещодавнє поліхромне різьблення, яке замінило зруйноване під час громадянської війни. Вважається, що первісна різьба датується 16 століттям. 
Головний фестиваль Вілаверда проводиться в липні, що збігається з фестивалем Сан-Крістобаль. Зимовий фестиваль проводиться на честь святого Мартіна, покровителя міста, в листопаді. 